# 柳季夫卡 (佐洛喬夫區)
50°18′46″N 35°48′45″E / 50.31278°N 35.81250°E
柳蒂夫卡（烏克蘭語：Лютівка）是位於烏克蘭東部的村莊，由哈爾科夫州博霍杜希夫區的佐洛奇夫市鎮負責管轄。該村始建於1817年，面積2.82平方公里，海拔高度192米，2001年人口631，人口密度每平方公里223.9人。